# Лайош Апрілі
Лайош Апрілі (справжнє прізвище — Екей, угор. Áprily Lajos; 14 листопада 1887, Брашов, Австро-Угорщина — 6 серпня 1967, Будапешт) — угорський поет, прозаїк, перекладач.

## Біографія
Народився в сім'ї поета Золтана Екея. Навчався в протестантській семінарії. У 1909 здобув філологічну освіту. У 1923 захистив науковий ступінь з французької філології в університеті Бургундії.
Працював викладачем угорської та німецької мов, пізніше — директором школи-інтернату для дівчаток. Серед його учениць була Агнеш Немеш Надь.

## Творчість
Автор ліричних збірок «Сільська елегія» (1921), «Дим Авеля» (1957).
Вірші поета, що продовжують традиції реалістичної класики (збірники «Сільська елегія», 1921; «Незримі письмена», 1939; «Дим Авеля», 1957, «Чи хочеш світла?», 1969), пройняті ліризмом, гуманністю, гармонійним відчуттям природи.
Поезію його відрізняли класична форма віршування, вона характеризуються імпресіоністським описом природи. Основні теми його поезії природа, сім'я, горе через втрату близьких, ідеї світу, гуманності і взаємоповаги між людьми і народами.
У 1954 став лауреатом премії імені Аттіли Йожефа.

## Вибрані твори
- Falusi elégia (1921)
- A láthatatlan írás (1939)
- Jelentés a völgyböl (1965)
- 1921: Falusi elégia , збірник віршів
- 1923: Esti párbeszéd, збірник віршів
- 1926: Rasmussen hajóján , збірник віршів
- 1926: Vers vagy te is, збірник віршів
- 1926: Idahegyi pásztorok, драма
- 1934: Rönk a Tiszán, збірник віршів
- 1934: Úti jegyzetek. Egy pedagógiai vándorlás megfigyelései
- 1939: A láthatatlan írás, збірник віршів
- 1964: Az aranyszarvas
- 1965: Fecskék, özek, farkasok
- 1965: Jelentés a völgyből , збірник віршів
- 1965: Ábel füstje , вибрана поезія.